# 奈良県道193号筒井二階堂線
奈良県道193号筒井二階堂線（ならけんどう193ごう つついにかいどうせん）は、奈良県大和郡山市から天理市に至る一般県道である。

## 概要
大和郡山市筒井町から天理市二階堂北菅田町に至る。

### 路線データ
- 起点：大和郡山市筒井町（筒井町交差点、国道25号・奈良県道108号大和郡山広陵線交点）
- 終点：天理市二階堂北菅田町（奈良県道109号天理斑鳩線交点）

## 路線状況
大和郡山市馬司町から以下の通り路線が2つに分かれる。
1. 東進して大和郡山市八条町を経由して天理市南六条町に至り、国道24号と接続
2. 大和郡山市・天理市境で上記1から分岐して南進し、奈良県道109号天理斑鳩線に接続

1については、2の分岐点から奈良県道109号天理斑鳩線との合流地点まで南行一方通行。

### 道路施設

#### 橋梁
- 三郷橋（佐保川、大和郡山市）

## 地理

### 通過する自治体
- 奈良県
  - 大和郡山市 - 天理市

### 交差する道路
| 交差する道路                                      | 市町村名   | 交差する場所   | 交差する場所                                                                                         |
| ------------------------------------------------- | ---------- | -------------- | --- |
| 国道25号 奈良県道108号大和郡山広陵線              | 大和郡山市 | 筒井町         | 筒井町交差点 / 起点                                                                                  |
| 奈良県道193号筒井二階堂線 / 別線                  | 大和郡山市 | 馬司町         | 馬司町交差点                                                                                         |
| 国道24号 / E24 京奈和自動車道一般部               | 天理市     | 中町           | 中町西交差点                                                                                         |
| 奈良県道109号天理斑鳩線                           | 天理市     | 二階堂北菅田町 | 終点                                                                                                 |
| 別線                                              |            |                | |
| 奈良県道193号筒井二階堂線 / 現道                  | 大和郡山市 | 馬司町         | 馬司町交差点 / 別線起点【北緯34度36分37.4秒 東経135度47分12.3秒 / 北緯34.610389度 東経135.786750度】 |
| 国道24号 / E24 京奈和自動車道一般部 国道25号 重複 | 天理市     | 南六条町       | 南六条交差点 / 別線終点【北緯34度36分37.5秒 東経135度47分53.1秒 / 北緯34.610417度 東経135.798083度】 |

### 交差する鉄道
- 近鉄天理線

### 沿線
- 奈良県中央卸売市場
- 近鉄天理線 二階堂駅